# Tistutín
Tistutín (en árabe: تيزضوضين‎, en lenguas bereberes: ⵜⵉⵥⴹⵓⴹⵉⵏ, en francés: Tiztoutine) es un municipio marroquí en la región Oriental. Desde 1912 hasta 1956 perteneció a la zona norte del Protectorado español de Marruecos.